# جون إيفلين

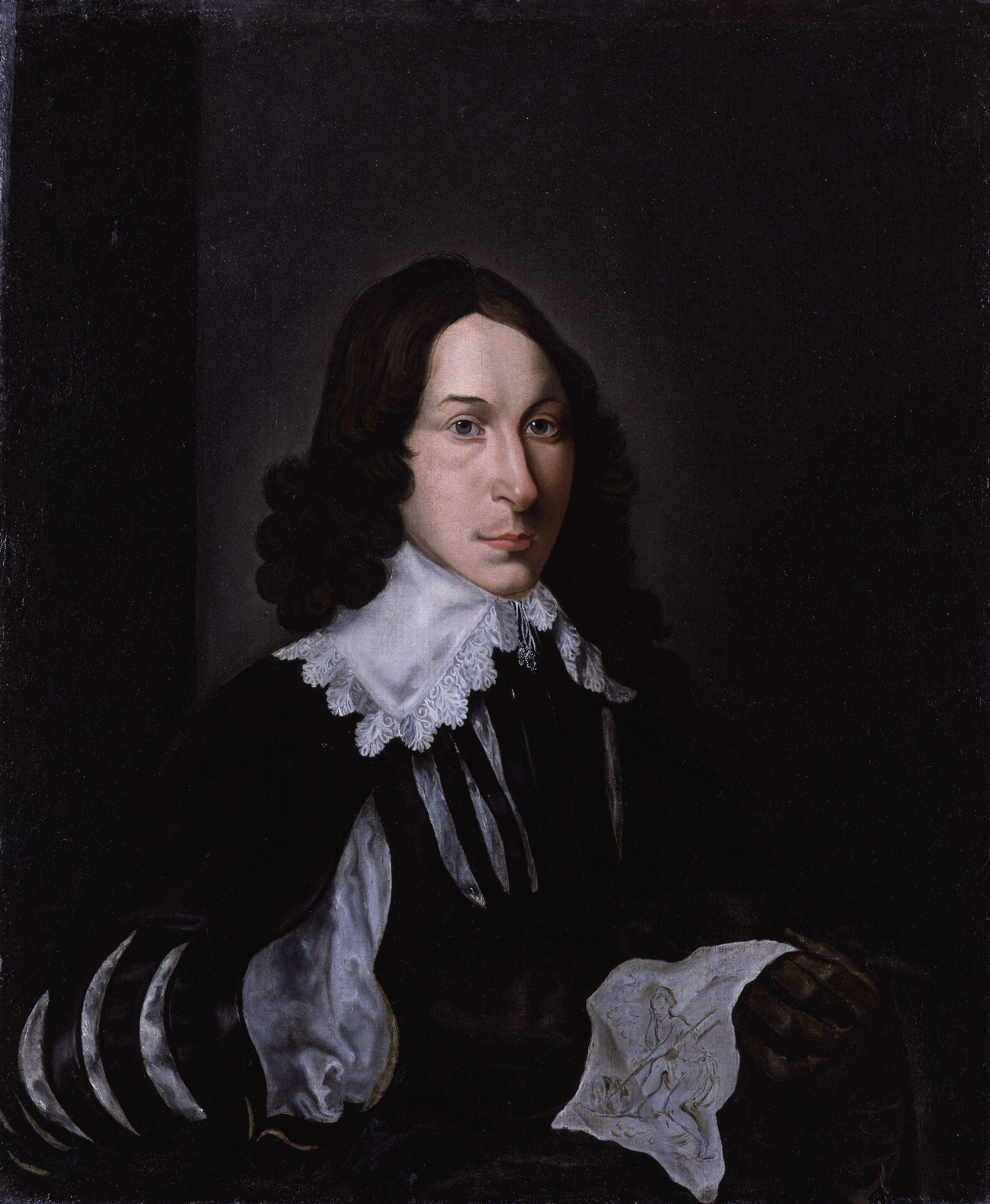
جون إيفلين.

جون إيفلين (1620 - 1706 م) هو كاتب إنكليزي.
وضع نحوا من ثلاثين كتابا أشهرها «اليوميات»، والتي بدأ بتكتابتنها وهو في سن الحادية عشر والتي نشرت لأول مرة سنة 1818 م.

## روابط خارجية
- جون إيفلين على موقع الموسوعة البريطانية (الإنجليزية)
- جون إيفلين على موقع إن إن دي بي (الإنجليزية)